# Nekrolog 1830
Nekrolog
◄◄
| ◄
| 1826
| 1827
| 1828
| 1829
| 1830 | 1831 | 1832 | 1833 | 1834 | ► | ►►
Weitere Ereignisse | Allgemeiner Nekrolog 1830
Die Beschreibung der verstorbenen Person sollte so kurz wie möglich gehalten sein und nur deren signifikante Tätigkeit(en) enthalten.
Neue Namen ggf. auch unter dem Geburts- und Sterbedatum, also etwa unter 1. Januar und im Geburts- und Sterbejahr (2024) eintragen (nur bei entsprechender großer Wichtigkeit). Für Beispiele siehe die schon vorhandenen Artikel.
Außerdem über die fünf zuletzt Verstorbenen, zu denen es einen ausreichend guten Artikel für eine Präsentation auf der Hauptseite gibt, nach der todesbedingten Überarbeitung der Artikel ggf. auch unter Wikipedia Diskussion:Hauptseite informieren und sie am besten auch in den anderen Wikipedia-Sprachversionen eintragen. Tipp: Regelmäßig bei news.google.de nach „ist tot“, „gestorben“ oder „verstorben“ suchen.
Wenn eine Person gestorben ist, gibt es viele Seiten zu dieser Person in der Wikipedia, die davon auch betroffen sind und entsprechend aktualisiert werden müssen. Beispiele: Namenübersichtsseite, Geburtsjahr, Geburtsort-Seiten und viele mehr.
Wie finde ich die betroffenen Seiten?
Im Suchfeld auf der linken Seite gibt man den Suchbegriff so ein: „Vorname Nachname“. Dann klickt man auf Volltext und alle Seiten mit entsprechendem Suchtext werden aufgerufen. Hier sieht man dann schnell, wo auch das Todesjahr Sinn macht oder sogar ein Teil des Artikels angepasst werden muss. Auch hilft das „Werkzeug“ auf der linken Seite sehr gut, um solche Seiten aufzufinden: „Links auf diese Seite“. Somit ist die Wikipedia wieder aktuell in allen Bereichen! Hinweis: bei Eintragung der Kategorie „Gestorben JAHR“ wird der Missbrauchsfilter 49 ausgelöst, was jedoch nicht schlimm ist. Siehe: Spezial:Missbrauchsfilter/49
Dies ist eine Liste von im Jahr 1830 verstorbenen bekannten Persönlichkeiten. Die Einträge erfolgen innerhalb der einzelnen Daten alphabetisch sortiert. Tiere sind im Nekrolog für Tiere zu finden.

## Januar
| Tag        | Name                                        | Beruf, bekannt als                                                 | Alter | Beleg |
| ---------- | ------------------------------------------- | ------------------------------------------------------------------ | ----- | ----- |
| 5. Januar  | Johann Gottlob Krafft                       | deutscher reformierter Pfarrer, Superintendent und Konsistorialrat | 40    |       |
| 7. Januar  | Charlotte Joachime von Spanien              | Prinzessin von Spanien und Königin von Portugal                    | 54    |       |
| 7. Januar  | Thomas Lawrence                             | englischer Maler                                                   | 60    |       |
| 8. Januar  | Charles Dumont de Sainte Croix              | französischer Jurist und Amateur-Ornithologe                       | 71    |       |
| 8. Januar  | Georg Heinrich Lünemann                     | deutscher Altphilologe und Lexikograf                              | 49    |       |
| 8. Januar  | Charles-Gustave de Meuron                   | preußischer Offizier und Diplomat                                  | 50    |       |
| 10. Januar | Joseph Bellinger                            | US-amerikanischer Politiker                                        |       |       |
| 10. Januar | Franz Huschka von Raschitzburg              | österreichischer Leinwandhändler und Wohltäter                     |       |       |
| 11. Januar | Johann Meyer                                | Landtagsabgeordneter Großherzogtum Hessen                          | 77    |       |
| 12. Januar | Gotthilf Heinrich Schnee                    | deutscher Pfarrer und Schriftsteller                               | 68    |       |
| 13. Januar | Henry Home Blackadder                       | schottischer Chirurg und Meteorologe                               |       |       |
| 13. Januar | Ernst Heinrich Friedrich Carl von Eickstedt | preußischer Kavallerieoffizier, Provinziallandtagsabgeordneter     | 43    |       |
| 13. Januar | Christian Magnus Falsen                     | norwegischer Politiker                                             | 47    |       |
| 13. Januar | Nikolai Abramowitsch Putjatin               | russischer Fürst, Schriftsteller, Menschenfreund und Sonderling    | 80    |       |
| 13. Januar | Karl Theodor von Traitteur                  | pfalz-bayerischer Hofbibliothekar und Historiograph, Dichter       | 73    |       |
| 14. Januar | Johann Georg Repsold                        | deutscher Feinmechaniker                                           | 59    |       |
| 14. Januar | Victor Heinrich Riecke                      | württembergischer Geistlicher                                      | 70    |       |
| 16. Januar | John Freeman-Mitford, 1. Baron Redesdale    | britischer Politiker und Sprecher des House of Commons             | 81    |       |
| 16. Januar | Stefano Andrea Renier                       | italienischer Zoologe und Arzt                                     | 70    |       |
| 17. Januar | Wilhelm Waiblinger                          | deutscher Dichter und Schriftsteller                               | 25    |       |
| 17. Januar | Ehregott Ulrich Warnekros                   | deutscher Mediziner, Stadtphysikus von Greifswald                  | 50    |       |
| 18. Januar | Johann Christian Leberecht Schmidt          | deutscher Bergrat und Geologe                                      | 51    |       |
| 19. Januar | Wenzel Matiegka                             | tschechischer Komponist                                            |       |       |
| 19. Januar | Johannes Schweighäuser                      | elsässischer Klassischer Philologe                                 | 87    |       |
| 20. Januar | Red Jacket                                  | Häuptling der Seneca-Indianer, Redner                              |       |       |
| 21. Januar | August Karl Holsche                         | preußischer Verwaltungsbeamter und topographischer Schriftsteller  |       |       |
| 21. Januar | Anastassios Karatassos                      | griechischer Freiheitskämpfer                                      |       |       |
| 22. Januar | Agnes Magnúsdóttir                          | isländische Mörderin                                               | 34    |       |
| 24. Januar | Giuseppe Firrao                             | italienischer Kardinal der römisch-katholischen Kirche             | 93    |       |
| 25. Januar | Franz Weiß                                  | österreichischer Bratschist und Komponist                          | 52    |       |
| 26. Januar | Ambrosius Rau                               | deutscher Naturforscher und Professor in Würzburg                  | 45    |       |
| 26. Januar | Maria Petronella Woesthoven                 | niederländische Dichterin                                          | 69    |       |
| 28. Januar | Georg Karl von Hessen-Darmstadt             | deutscher Prinz aus dem Hause Hessen-Darmstadt                     | 75    |       |
| 29. Januar | John Heron-Maxwell, 4. Baronet              | britischer Adliger, Politiker und Generalleutnant                  | 57    |       |
| 30. Januar | Girolamo Bagatta                            | italienischer katholischer Priester und Schulleiter                | 57    |       |
| 30. Januar | Basilius Meggle                             | deutscher Benediktiner, Philosoph und Dichter                      | 75    |       |

## Februar
| Tag         | Name                                                   | Beruf, bekannt als                                                                     | Alter | Beleg |
| ----------- | ------------------------------------------------------ | -------------------------------------------------------------------------------------- | ----- | ----- |
| Februar     | August Gottfried Wilhelm Andreae                       | preußischer Beamter                                                                    | 73    |       |
| 1. Februar  | Anna Emilie von Anhalt-Köthen-Pleß                     | Erbin von Pleß                                                                         | 59    |       |
| 1. Februar  | Thomas W. Cobb                                         | US-amerikanischer Politiker                                                            |       |       |
| 2. Februar  | Karl Wilhelm Ludwig Friedrich von Drais von Sauerbronn | badischer großherzoglicher geheimer Rat, Oberhofrichter, Hofkommissar                  | 74    |       |
| 4. Februar  | Richard Brodersen                                      | deutscher Klassischer Philologe und Gymnasiallehrer                                    | 36    |       |
| 4. Februar  | Friedrich Christian von Ritzenberg                     | deutscher Beamter und Gutsbesitzer                                                     | 82    |       |
| 5. Februar  | Peter Little                                           | US-amerikanischer Politiker                                                            | 54    |       |
| 7. Februar  | Pascal-François-Joseph Gossellin                       | französischer Altertumsforscher                                                        | 78    |       |
| 7. Februar  | Wilhelm Friedrich Hufnagel                             | deutscher evangelischer Theologe und Schulreformer                                     | 75    |       |
| 7. Februar  | Marcos António Portugal                                | portugiesischer Komponist von Opern und Kirchenmusik                                   | 67    |       |
| 8. Februar  | Friedrich Wilmans                                      | deutscher Verleger                                                                     | 65    |       |
| 8. Februar  | Heinrich Christoph Karl Hermann von Wylich und Lottum  | preußischer Generalleutnant und Kommandeur der 6. Division sowie Kommandant von Torgau | 57    |       |
| 10. Februar | Karl Füger                                             | Jurist und badischer Beamter                                                           | 77    |       |
| 11. Februar | Johann Baptist von Lampi                               | österreichischer Porträt- und Historienmaler                                           | 78    |       |
| 13. Februar | Moses Hayden                                           | US-amerikanischer Jurist und Politiker                                                 |       |       |
| 13. Februar | Christoph Carl Mertens                                 | lutherischer Pastor, Superintendent in Osnabrück                                       | 73    |       |
| 13. Februar | Franz Raffl                                            | Tiroler Landwirt, Verräter Andreas Hofers                                              | 54    |       |
| 14. Februar | Karl von Baden                                         | badischer Staatsrat                                                                    | 59    |       |
| 14. Februar | Luise von Hessen-Darmstadt                             | hessische Prinzessin, Großherzogin von Sachsen-Weimar-Eisenach                         | 73    |       |
| 15. Februar | Antoine Marie Chamans, comte de Lavalette              | französischer Offizier und Staatsmann                                                  | 60    |       |
| 15. Februar | Pierre-Marc-Gaston de Lévis                            | französischer Politiker und Schriftsteller                                             | 65    |       |
| 15. Februar | Joseph Ignaz Schmiderer                                | Mediziner und Hochschullehrer                                                          | 74    |       |
| 16. Februar | Edme Quenedey                                          | französischer Porträtzeichner                                                          | 73    |       |
| 17. Februar | Karl Theodor Beck                                      | bayrischer Jurist und Dichter                                                          | 62    |       |
| 19. Februar | Christian Gottfried Lorsch                             | Erster Bürgermeister der Stadt Nürnberg (1818–1821)                                    | 56    |       |
| 19. Februar | Julius Oldach                                          | deutscher Maler                                                                        | 26    |       |
| 20. Februar | Johann Nicolaus Bünekau                                | Jurist und Ratsherr in Lübeck                                                          |       |       |
| 20. Februar | Teodoro Correr                                         | venezianischer Sammler für Kunstobjekte und Bücher                                     | 79    |       |
| 21. Februar | Anne-Antoine-Jules de Clermont-Tonnerre                | Kardinal der katholischen Kirche                                                       | 81    |       |
| 21. Februar | Rudolf Anton Ludwig von Qualen                         | deutscher Offizier und Diplomat in dänischen Diensten                                  | 51    |       |
| 22. Februar | Carl Gottlob Heinrich Arndt                            | deutscher evangelisch-lutherischer Geistliche rund Dompropst am Ratzeburger Dom        | 78    |       |
| 22. Februar | Josef von Penkler                                      | österreichischer Politiker                                                             | 79    |       |
| 23. Februar | Jan Piotr Norblin                                      | polnischer Maler französischer Herkunft                                                | 84    |       |
| 25. Februar | Nicolas Durand                                         | französischer Architekt                                                                | ≈90   |       |
| 26. Februar | Karl Johann Heinrich Hübbe                             | deutscher Prediger und Schriftsteller                                                  | 65    |       |
| 26. Februar | Joseph-Denis Odevaere                                  | flämischer Maler                                                                       |       |       |
| 27. Februar | Wilhelm Goetze                                         | deutscher Arzt                                                                         |       |       |
| 27. Februar | Elias Hicks                                            | US-amerikanischer Quäker                                                               | 81    |       |
| 27. Februar | Gaspare Landi                                          | italienischer Maler                                                                    | 74    |       |

## März
| Tag      | Name                           | Beruf, bekannt als                                                         | Alter | Beleg |
| -------- | ------------------------------ | -------------------------------------------------------------------------- | ----- | ----- |
| 2. März  | Ignaz Schuppanzigh             | österreichischer Violinist und Dirigent                                    | 53    |       |
| 2. März  | Samuel Thomas von Soemmerring  | deutscher Arzt                                                             | 75    |       |
| 3. März  | Jacques Darnaud                | französischer Brigadegeneral der Infanterie                                | 72    |       |
| 4. März  | Sámuel Gyarmathi               | ungarischer Arzt und Sprachwissenschaftler                                 | 78    |       |
| 5. März  | Philipp Karl Hartmann          | deutscher Mediziner                                                        | 57    |       |
| 5. März  | Augusta Murray                 | morganatische Ehefrau von Augustus Frederick, Duke of Sussex               | 62    |       |
| 6. März  | Johannes Schmidt               | Politiker Freie Stadt Frankfurt                                            | 64    |       |
| 7. März  | Johann Carl Salomo Thon        | deutscher Beamter                                                          | 78    |       |
| 7. März  | Jacques Villeré                | US-amerikanischer Politiker                                                | 68    |       |
| 8. März  | Johann Caspar Troost           | rheinischer Textilfabrikant und preußischer Kommerzienrat                  | 71    |       |
| 10. März | Georg Reder                    | deutscher Kommunalpolitiker, Bürgermeister von Ingolstadt                  | 51    |       |
| 11. März | Johann Georg Gern              | deutscher Opernsänger, Königlich Preußischer Kammersänger und Schauspieler | 72    |       |
| 11. März | Gérard de Lally-Tollendal      | französischer Politiker                                                    | 79    |       |
| 14. März | Johann Gotthard von Müller     | deutscher Kupferstecher                                                    | 82    |       |
| 16. März | Franz Joseph Manskirsch        | deutscher Porträt- und Landschaftsmaler                                    | 61    |       |
| 16. März | Friedrich Ludwig von Witzleben | deutscher Forstmann, Staatsrat und Generaldirektor                         | 74    |       |
| 17. März | Laurent de Gouvion Saint-Cyr   | französischer Politiker und Militär                                        | 65    |       |
| 18. März | Karl Benedikt Suttinger        | deutscher lutherischer Theologe, Philologe und Lehrer                      | 84    |       |
| 19. März | Carl Anton von Krafft          | deutscher Oberamtmann und Landrichter                                      | 86    |       |
| 21. März | Johann Rudolf Wyss             | Schweizer Autor                                                            | 48    |       |
| 22. März | Salomon Honegger               | Schweizer Unternehmer                                                      | 55    |       |
| 22. März | Jeremiah Thurston              | US-amerikanischer Politiker                                                |       |       |
| 23. März | Karl Alexander Herklots        | deutscher Theaterdichter und Jurist                                        | 71    |       |
| 24. März | August Otto von Grote          | preußischer Minister und Diplomat                                          | 82    |       |
| 24. März | Michel-Marie Pacthod           | französischer Divisionsgeneral der Infanterie                              | 66    |       |
| 26. März | Nikolaus Klammer               | österreichischer Elfenbeinschnitzer und Zeichenlehrer                      |       |       |
| 27. März | John Tod                       | US-amerikanischer Jurist und Politiker                                     |       |       |
| 28. März | Stephen Elliott                | US-amerikanischer Politiker, Banker, Lehrer und Botaniker                  | 58    |       |
| 29. März | James Rennell                  | britischer Geograph, Historiker und Pionier der Ozeanographie              | 87    |       |
| 30. März | Ludwig I.                      | Großherzog von Baden                                                       | 67    |       |
| 30. März | Christoph Trapp                | Landrat                                                                    | 62    |       |

## April
| Tag       | Name                                          | Beruf, bekannt als                                                                          | Alter | Beleg |
| --------- | --------------------------------------------- | ------------------------------------------------------------------------------------------- | ----- | ----- |
| 1. April  | Carl Neuner                                   | deutscher Violinist, Kontrabassist, Sänger und Komponist                                    | 51    |       |
| 2. April  | Ernst Julius Leichtlen                        | badischer Historiker und Archivar                                                           | 39    |       |
| 2. April  | Giulio Maria della Somaglia                   | italienischer Geistlicher, Kardinalstaatssekretär                                           | 85    |       |
| 3. April  | François Barthélemy                           | französischer Diplomat und Politiker                                                        | 82    |       |
| 3. April  | Jodocus Zurmühlen                             | Domdechant und Domherr in Münster                                                           | 82    |       |
| 5. April  | Marino Carafa di Belvedere                    | italienischer Kardinal und Bürgermeister von Neapel                                         | 66    |       |
| 6. April  | Ludwig I.                                     | Landgraf von Hessen-Darmstadt                                                               | 76    |       |
| 7. April  | Francesco Bertazzoli                          | italienischer Geistlicher, Bischof und Kardinal                                             | 75    |       |
| 7. April  | Emmerich Joseph Otto von Hettersdorf          | bayerischer Domherr, Kammerherr und Komponist                                               | 63    |       |
| 9. April  | Karl Friedrich Peter von Brockhausen          | preußischer Generalmajor der Artillerie und zuletzt 2. Kommandant von Spandau               | 78    |       |
| 9. April  | Engelbert Klein                               | österreichischer Unternehmer                                                                | 32    |       |
| 9. April  | Friedrich Münter                              | deutscher evangelischer Theologe und Bischof in dänischen Diensten                          | 68    |       |
| 9. April  | Pierre Bernard Palassou                       | französischer Mineraloge und Geologe                                                        | 84    |       |
| 10. April | Johann Jakob Biedermann                       | Schweizer Maler, Grafiker und Radierer                                                      | 66    |       |
| 10. April | Thomas Green                                  | deutscher Kartograf                                                                         |       |       |
| 11. April | Karl Wilhelm Becker                           | deutscher Numismatiker und Münzfälscher                                                     | 57    |       |
| 12. April | Christian Wilhelm Ahlwardt                    | deutscher Altphilologe                                                                      | 69    |       |
| 12. April | Friedrich Adolf Ludwig von Bismarck           | königlich-preußischer Generalmajor und zuletzt kommandierender General in Herzogtum Sachsen | 63    |       |
| 12. April | Franz Karl Veyder von Malberg                 | österreichischer Generalmajor                                                               | 54    |       |
| 13. April | Eberhard Friedrich von Georgii                | deutscher Jurist und württembergischer Staatsmann                                           | 73    |       |
| 15. April | Johann Taddel                                 | deutscher Jurist und Bürgermeister von Rostock                                              | 63    |       |
| 16. April | Katharina Wilhelmina Bilderdijk-Schweickhardt | niederländische Dichterin                                                                   | 53    |       |
| 17. April | David Cobb                                    | US-amerikanischer Politiker                                                                 | 81    |       |
| 17. April | Christian von Hessen-Darmstadt                | Landgraf aus dem Haus Hessen-Darmstadt und niederländischer General                         | 66    |       |
| 17. April | Alexander Smyth                               | US-amerikanischer Politiker und General                                                     |       |       |
| 18. April | José Maurício Nunes Garcia                    | brasilianischer Komponist                                                                   | 62    |       |
| 18. April | Ignaz Philipp Rosenmeyer                      | deutscher Jurist und Historiker                                                             | 65    |       |
| 19. April | August Franz Globensky                        | polnischer Militärarzt in Kanada                                                            | 76    |       |
| 20. April | Johann Georg Haffner                          | deutsch-französischer Arzt, gilt als Gründer des Seebads Zoppot bei Danzig                  | 54    |       |
| 20. April | Louis-Marie Prudhomme                         | französischer Revolutionär, Schriftsteller und Journalist                                   |       |       |
| 22. April | Miguel Domínguez                              | mexikanischer Politiker                                                                     | 74    |       |
| 22. April | Knud Lyne Rahbek                              | dänischer Dichter                                                                           | 69    |       |
| 23. April | Traugott Leberecht Pochmann                   | deutscher Bildnis- und Geschichtsmaler                                                      | 67    |       |
| 23. April | Franz Anton von Vogten und Westerbach         | preußischer Regierungs- und Landrat                                                         |       |       |
| 25. April | Euchar Adam                                   | Domdechant in Eichstätt                                                                     | 82    |       |
| 25. April | Johann Aegidius Rosemann                      | deutscher Jurist, Sprach- und Heimatforscher                                                |       |       |
| 26. April | August Ludwig Hoppenstedt                     | deutscher lutherischer Theologe                                                             | 67    |       |
| 27. April | Anton Wilhelm Stephan Arndts                  | deutscher Mineraloge                                                                        | 64    |       |
| 27. April | Daniel Jeanne Wyttenbach                      | deutsche Schriftstellerin                                                                   | 56    |       |
| 29. April | Franz Ferweger                                | österreichischer Salinenarzt                                                                | 71    |       |

## Mai
| Tag     | Name                                   | Beruf, bekannt als                                                                                     | Alter | Beleg |
| ------- | -------------------------------------- | --- | ----- | ----- |
| 1. Mai  | Thomas Plater                          | US-amerikanischer Politiker                                                                            | 60    |       |
| 2. Mai  | Jean-Baptiste Jeanin                   | französischer General der Infanterie                                                                   | 61    |       |
| 3. Mai  | Karl von Aulock                        | Titularbischof von Marokko und Weihbischof in Breslau                                                  | 58    |       |
| 3. Mai  | James Patton                           | US-amerikanischer Politiker                                                                            |       |       |
| 5. Mai  | Anton Johann Nepomuk Ulbrich           | österreichischer Musiker                                                                               |       |       |
| 5. Mai  | Anton von Vieregg                      | bayerischer Generalleutnant                                                                            | 74    |       |
| 6. Mai  | Joseph Kleiser von Kleisheim           | letzter Regierungspräsident des Fürstentums Fürstenberg                                                | 69    |       |
| 6. Mai  | Placidus Rogg                          | Schweizer Schultheiss, Regierungsrat, Tagsatzungsgesandter sowie Offizier in niederländischen Diensten | 61    |       |
| 6. Mai  | Friedrich Waldbott von Bassenheim      | erblicher Reichsrat in Bayern, Standesherr und Abgeordneter                                            | 51    |       |
| 7. Mai  | Friedrich Wilhelm von Funck            | preußischer Generalmajor und Kommandant von Kolberg                                                    | 56    |       |
| 8. Mai  | Antonio Baldini                        | italienischer Kurienbischof                                                                            | 59    |       |
| 8. Mai  | Josef Alois Schachtner                 | österreichischer apostolischer Feldvikar                                                               | 71    |       |
| 9. Mai  | Wilhelm Heinrich Ernst von Arnim       | preußischer Landrat                                                                                    | 73    |       |
| 10. Mai | Christoph Christian von Dabelow        | deutscher Rechtswissenschaftler und Hochschullehrer                                                    | 61    |       |
| 11. Mai | William Laurence Brown                 | schottischer evangelischer Theologe und Ethnologe                                                      | 75    |       |
| 11. Mai | Johann Daniel Donat                    | österreichischer Porträtmaler                                                                          | 85    |       |
| 11. Mai | Friedrich Albrecht Winzer              | deutscher Pionier der Gasbeleuchtung                                                                   |       |       |
| 12. Mai | Johann Christian Friedrich Heinzelmann | Landvogt in Süderdithmarschen                                                                          | 67    |       |
| 14. Mai | Urban Jürgensen                        | dänischer Uhrmacher                                                                                    | 53    |       |
| 15. Mai | Johann Tychsen Hemsen                  | deutscher lutherischer Theologe                                                                        | 37    |       |
| 15. Mai | Dominique Joseph Vandamme              | französischer General                                                                                  | 59    |       |
| 16. Mai | Joseph Fourier                         | französischer Mathematiker und Physiker                                                                | 62    |       |
| 16. Mai | József Katona                          | ungarischer Dramatiker und Dichter                                                                     | 38    |       |
| 17. Mai | Konrad Huber                           | deutscher Maler                                                                                        | 77    |       |
| 17. Mai | Jacob von Staudenheim                  | deutsch-österreichischer Arzt                                                                          |       |       |
| 19. Mai | Johann Jakob von Mühlenfels            | deutscher Jurist und Gerichtspräsident in Schwedisch-Pommern und Preußen                               | 83    |       |
| 20. Mai | Karl David Holzbecher                  | deutscher Theaterschauspieler und Sänger                                                               |       |       |
| 20. Mai | Marquard Wocher                        | deutsch-schweizerischer Maler                                                                          | 69    |       |
| 22. Mai | Jakob Samuel Wyttenbach                | Schweizer reformierter Geistlicher und Naturforscher                                                   | 81    |       |
| 24. Mai | Johann Samuel Miller                   | deutsch-britischer Paläontologe und Malakologe                                                         | 51    |       |
| 24. Mai | Christian Tangermann                   | deutscher Porträtmaler                                                                                 |       |       |
| 25. Mai | Johann Georg Neuburg                   | deutscher Arzt und Gelehrter                                                                           | 72    |       |
| 27. Mai | Adam Christian Gaspari                 | deutscher Geograph                                                                                     | 77    |       |
| 27. Mai | Antoni Józef Lanckoroński              | polnisch-litauischer Adliger und Politiker                                                             | 69    |       |
| 27. Mai | Juan Baltasar Toledano                 | spanischer römisch-katholischer Geistlicher und Bischof von Valladolid                                 | 64    |       |
| 29. Mai | Louis-Jérôme Gohier                    | französischer Politiker                                                                                | 84    |       |
| 30. Mai | Carl Albrecht Wilhelm von Auer         | preußischer Offizier und Beamter                                                                       | 81    |       |

## Juni
| Tag      | Name                                      | Beruf, bekannt als                                                                        | Alter | Beleg |
| -------- | ----------------------------------------- | ----------------------------------------------------------------------------------------- | ----- | ----- |
| 1. Juni  | Swaminarayan                              | Begründer der Swaminarayan-Religion, einer reformierten Form des Hinduismus               | 49    |       |
| 4. Juni  | Antonio José de Sucre                     | südamerikanischer Freiheitsheld                                                           | 35    |       |
| 7. Juni  | Johann Heinrich Joseph Georg von Flemming | Krongroßschwertträger in Polen                                                            | 78    |       |
| 9. Juni  | Sigmund Wilhelm Zimmern                   | deutscher Rechtswissenschaftler und Hochschullehrer                                       | 34    |       |
| 10. Juni | Johann Gottfried Keßler                   | Bergbauingenieur und Beamter                                                              | 75    |       |
| 11. Juni | John Macdonald Kinneir                    | britischer Diplomat                                                                       | 48    |       |
| 12. Juni | Johann Helfrich von Müller                | deutscher Bauingenieur und Oberstleutnant                                                 | 84    |       |
| 13. Juni | Johann Simon von Kerner                   | deutscher Arzt und Botaniker                                                              | 75    |       |
| 13. Juni | Mademoiselle Saint-Val aînée              | französische Schauspielerin                                                               | 86    |       |
| 14. Juni | Otto Magnus von Buxhoeveden               | Landmarschall                                                                             | 59    |       |
| 14. Juni | Wenzel Leopold Chlumčanský von Přestavlk  | Bischof von Leitmeritz, Erzbischof von Prag                                               | 80    |       |
| 14. Juni | Christian Gottfried Daniel Stein          | deutscher Geograph                                                                        | 58    |       |
| 15. Juni | Joseph Wood                               | amerikanischer Maler                                                                      | 51    |       |
| 19. Juni | Abraham Nott                              | US-amerikanischer Politiker                                                               | 62    |       |
| 20. Juni | Nikolaus Georg Gabriel Gahrtz             | deutscher Jurist                                                                          | 38    |       |
| 20. Juni | Sophie Müller                             | deutsche Schauspielerin                                                                   | 27    |       |
| 23. Juni | Friedrich August Jost                     | Landrat des Kreises Wittgensteins von 1817 bis 1830                                       | 56    |       |
| 23. Juni | Christian August von Wangenheim           | deutscher Militär, Hofmarschall und Mitglied der Ständeversammlung im Königreich Hannover | 89    |       |
| 26. Juni | Martin Wilhelm Fonck                      | deutscher römisch-katholischer Geistlicher und Dompropst zu Köln                          | 77    |       |
| 26. Juni | Georg IV.                                 | König von Großbritannien, Irland und Hannover (1820–1830)                                 | 67    |       |
| 28. Juni | David Walker                              | schwarzer Abolitionist                                                                    | 44    |       |
| 30. Juni | Karl Christian Erdmann von Le Coq         | sächsischer Offizier, zuletzt Generalleutnant                                             | 62    |       |
| 30. Juni | Levin von Elverfeldt                      | deutscher Beamter, Gutsbesitzer und Unternehmer                                           | 68    |       |
| 30. Juni | Friedrich von Motz                        | preußischer Staatsmann, Finanzminister, Oberpräsident, Regierungspräsident                | 54    |       |
| 30. Juni | Friedrich Georg Tuve                      | deutscher evangelischer Pastor                                                            | 70    |       |

## Juli
| Tag      | Name                               | Beruf, bekannt als                                                                                            | Alter | Beleg |
| -------- | ---------------------------------- | --- | ----- | ----- |
| 2. Juli  | Robert H. Adams                    | US-amerikanischer Politiker                                                                                   |       |       |
| 4. Juli  | Friedrich Delbrück                 | preußischer Theologe und Pädagoge                                                                             | 61    |       |
| 8. Juli  | Christian Jakob Zahn               | deutscher Jurist, Musiker, Politiker und Industrieller                                                        | 64    |       |
| 10. Juli | Heinrich Backofen                  | deutscher Komponist und Klarinettist                                                                          | 62    |       |
| 10. Juli | Arent Christopher Heilmann         | dänischer Kaufmann und Inspektor von Grönland                                                                 | 49    |       |
| 10. Juli | Fidelis Scheu                      | deutsch-böhmischer Arzt und Balneologe                                                                        | 50    |       |
| 11. Juli | Ernst Andreas von Röhl             | preußischer Generalmajor der Artillerie und zuletzt Inspekteur der 2. Artillerie-Inspektion                   | 69    |       |
| 12. Juli | Johann Nepomuk von Pelkhoven       | königlich-bayerischer Kreisschulrat und Regierungsrat                                                         | 67    |       |
| 13. Juli | Thomas Staines                     | britischer Seeoffizier                                                                                        |       |       |
| 14. Juli | Johann Caspar Rüttinger            | Violinist, Organist und Musiklehrer                                                                           | 69    |       |
| 15. Juli | Gottlob Heinrich von Lindenau      | königlich-sächsischer Kammerherr, Kreisoberforstmeister und Rittergutsbesitzer                                | 74    |       |
| 20. Juli | Remigio Crescini                   | italienischer Geistlicher, Bischof von Parma und Kardinal der Römischen Kirche                                | 73    |       |
| 21. Juli | Samuel W. Dana                     | US-amerikanischer Politiker                                                                                   | 70    |       |
| 22. Juli | Wilhelm von Zastrow                | preußischer General der Infanterie                                                                            | 77    |       |
| 23. Juli | Johann Baptist Aloysius von Edling | österreichischer, in Deutschland wirkender römisch-katholischer Geistlicher und Domherr in Lübeck und Breslau | 77    |       |
| 23. Juli | Chauncey Langdon                   | US-amerikanischer Politiker                                                                                   | 66    |       |
| 24. Juli | Carl Gustav Jochmann               | deutscher Publizist                                                                                           | 41    |       |
| 25. Juli | Francesco Cesarei Leoni            | italienischer Kardinal                                                                                        | 74    |       |
| 25. Juli | Isaac Parker                       | US-amerikanischer Jurist und Politiker                                                                        | 62    |       |
| 27. Juli | Emilie von Berlepsch               | deutsche Schriftstellerin                                                                                     | 74    |       |
| 28. Juli | John Whiteside                     | US-amerikanischer Politiker                                                                                   |       |       |
| 30. Juli | Johann Theodor von Natorp          | deutscher Architekt und Baubeamter, Oberbaurat im Fürstentum Lippe                                            | 52    |       |
| 30. Juli | August von Wehrs                   | deutscher Offizier und Schriftsteller                                                                         | 41    |       |
| 31. Juli | Joseph Philippe de Clairville      | französischer Botaniker und Entomologe                                                                        |       |       |
| 31. Juli | Konstantin Stanić                  | Bischof von Križevci                                                                                          | 72    |       |
| 31. Juli | James Swan                         | US-amerikanischer Soldat, Unternehmer und Schuldhäftling in Paris                                             |       |       |

## August
| Tag        | Name                                               | Beruf, bekannt als                                                           | Alter | Beleg |
| ---------- | -------------------------------------------------- | ---------------------------------------------------------------------------- | ----- | ----- |
| 2. August  | Jean-Chrysostôme Bruneteau de Sainte-Suzanne       | französischer General                                                        | 57    |       |
| 2. August  | Friedrich David Gräter                             | Begründer der wissenschaftlichen Nordistik in Deutschland                    | 62    |       |
| 2. August  | John Samuel Sherburne                              | US-amerikanischer Jurist und Politiker                                       |       |       |
| 4. August  | Matthias Richards                                  | US-amerikanischer Politiker                                                  | 72    |       |
| 5. August  | François Louis von Chappuis                        | preußischer Offizier und Träger des Ordens Pour le Mérite                    | 78    |       |
| 5. August  | Iwan Georgijewitsch Jalgusidse                     | ossetischer Schriftsteller                                                   |       |       |
| 6. August  | Antonio Peregrino Benelli                          | italienischer Opernsänger und Komponist                                      | 58    |       |
| 8. August  | Julie de Saint-Laurent                             | französische Adelige und Mätresse von Prinz Eduard August                    | 69    |       |
| 9. August  | Nikolaus Christian Heinrich Dornheim               | deutscher Grafiker                                                           |       |       |
| 9. August  | Ludwig von Paulsdorff                              | preußischer Generalmajor, Herr auf Paulsdorf (Kreis Cammin)                  | 60    |       |
| 10. August | Josef Dominik Škroup                               | tschechischer Komponist und Dirigent                                         | 64    |       |
| 10. August | Pietro Vidoni                                      | italienischer Kardinal der katholischen Kirche                               | 70    |       |
| 10. August | Wilhelm Friedrich Philipp von Württemberg          | deutscher Prinz von Württemberg, General                                     | 68    |       |
| 11. August | Paul Gottfried Pyl                                 | deutscher Jurist, Hofgerichtsassessor                                        | 79    |       |
| 12. August | Franz de Paula Roser                               | österreichischer Komponist und Dirigent                                      | 50    |       |
| 14. August | Philip Stuart                                      | US-amerikanischer Politiker                                                  |       |       |
| 15. August | De Vigny                                           | französischer Schauspieler                                                   | 68    |       |
| 19. August | Friedrich Wilhelm Agthe                            | deutscher Komponist und Kreuzkantor                                          |       |       |
| 21. August | Johann Karl von der Becke                          | deutscher Jurist und Landesminister                                          | 74    |       |
| 22. August | Ernst Wilhelm Gottlieb Kircher                     | deutscher Buchdrucker und Verleger                                           | 71    |       |
| 22. August | Jakob Wilhelm Roux                                 | deutscher Maler und Zeichner                                                 | 59    |       |
| 22. August | Marinus Willett                                    | amerikanischer Militär im Unabhängigkeitskrieg, Bürgermeister von New York   | 90    |       |
| 23. August | Ferdinand                                          | Herzog von Anhalt-Köthen                                                     | 61    |       |
| 23. August | Friedrich Müller                                   | mecklenburgischer Verwaltungsjurist und Politiker                            | 46    |       |
| 23. August | Sachar Iwanowitsch Panafidin                       | russischer Offizier der Kaiserlich Russischen Flotte und Forschungsreisender | 44    |       |
| 24. August | Louis Pierre Vieillot                              | französischer Ornithologe                                                    | 82    |       |
| 26. August | Carl Fredrik Fallén                                | schwedischer Entomologe                                                      | 65    |       |
| 26. August | Heinrich Lohstöter                                 | Königlich Hannoverscher Flöten- und Klarinetten- und Orgelbauer              |       |       |
| 27. August | Louis VI. Henri Joseph de Bourbon, prince de Condé | Fürst von Condé                                                              | 74    |       |
| 27. August | Louis-Philippe de Ségur                            | französischer Diplomat und Schriftsteller                                    | 76    |       |

## September
| Tag           | Name                                         | Beruf, bekannt als                                                                                                | Alter | Beleg |
| ------------- | -------------------------------------------- | --- | ----- | ----- |
| 3. September  | Jacques-Pierre Orillard de Villemanzy        | französischer Divisionsgeneral                                                                                    | 79    |       |
| 5. September  | Andreas Braunwart                            | Landtagsabgeordneter Großherzogtum Hessen                                                                         | 63    |       |
| 5. September  | Carl von Linsingen                           | deutscher Generalleutnant in der sogenannten „Franzosenzeit“                                                      | 88    |       |
| 5. September  | Johann von O’Brien                           | österreichischer Militärführer                                                                                    |       |       |
| 6. September  | Charles Pole                                 | britischer Admiral, Adliger und Politiker                                                                         | 73    |       |
| 8. September  | Daniel Bertschinger                          | Schweizer Politiker, Industrieller und Offizier                                                                   | 69    |       |
| 8. September  | Carl Kuntz                                   | deutscher Landschaftsmaler und Radierer                                                                           | 60    |       |
| 9. September  | Bailey Bartlett                              | US-amerikanischer Politiker                                                                                       | 80    |       |
| 9. September  | Adam Prosper Burzyński                       | Bischof von Sandomierz                                                                                            | 75    |       |
| 9. September  | Franz Ambrosius Reuß                         | böhmischer Arzt, Mineraloge und Geologe                                                                           | 68    |       |
| 10. September | Conrad Bernhard Meyer                        | ostfriesischer Kaufmann, Kupferstecher und Architekt                                                              | 75    |       |
| 12. September | Leopold von Kleist                           | sächsischer Offizier                                                                                              | 78    |       |
| 12. September | Friedrich Alexander zu Solms-Hohensolms-Lich | preußischer Generalmajor und Gouverneur des Generalgouvernements Berg                                             | 67    |       |
| 15. September | William Huskisson                            | britischer Politiker und Abgeordneter                                                                             | 60    |       |
| 17. September | Eduard Schlegel                              | deutscher Unternehmer und Philanthrop                                                                             | 43    |       |
| 18. September | William Hazlitt                              | englischer Essayist und Schriftsteller                                                                            | 52    |       |
| 19. September | Gabriel Slaughter                            | US-amerikanischer Politiker                                                                                       | 62    |       |
| 20. September | Johannes Ruland                              | deutscher Maler, Zeichner und Kupferstecher                                                                       | 86    |       |
| 21. September | Johann Friedrich Wedding                     | deutscher Bauingenieur und Hüttenbaudirektor                                                                      | 71    |       |
| 23. September | Gottfried Christian Cannabich                | deutscher lutherischer Theologe                                                                                   | 85    |       |
| 23. September | Elizabeth Kortright Monroe                   | US-amerikanische First Lady                                                                                       | 62    |       |
| 25. September | Sebastian Engert                             | nassauischer Beamter und Amtmann                                                                                  | 55    |       |
| 27. September | Nicola Kretz                                 | Bäckermeister, Revolutionär der Französischen Revolution sowie Bürgermeister und Stadtdeputierter von Blieskastel | 73    |       |
| 27. September | Gottlieb von Leon                            | österreichischer Schriftsteller und Bibliothekar                                                                  | 73    |       |
| 28. September | Josef Engelbert Klein                        | österreichischer Unternehmer                                                                                      | 38    |       |
| 28. September | Ferdinand Varnbüler von und zu Hemmingen     | württembergischer Generalquartiermeister                                                                          | 55    |       |
| 29. September | Johann Gottfried Bobertag                    | deutscher evangelischer Geistlicher und ab 1829 Generalsuperintendent für Schlesien in Breslau                    | 60    |       |
| 29. September | Karl Heinrich Mertens                        | deutscher Arzt und Botaniker                                                                                      | 34    |       |

## Oktober
| Tag         | Name                                | Beruf, bekannt als                                                                                                | Alter | Beleg |
| ----------- | ----------------------------------- | --- | ----- | ----- |
| 2. Oktober  | Ioan Bob                            | Bischof von Făgăraș                                                                                               | 90    |       |
| 3. Oktober  | Robert Lefèvre                      | französischer Porträtmaler                                                                                        | 75    |       |
| 4. Oktober  | John Parker Boyd                    | US-amerikanischer Söldner und General                                                                             | 65    |       |
| 4. Oktober  | Antoine Maurin                      | französischer Divisionsgeneral                                                                                    | 58    |       |
| 4. Oktober  | Ludwig Yorck von Wartenburg         | preußischer Generalfeldmarschall                                                                                  | 71    |       |
| 5. Oktober  | José Gregorio Argomedo              | Mitglied der ersten chilenischen Regierungsjunta                                                                  | 63    |       |
| 5. Oktober  | Dinicu Golescu                      | rumänischer Schriftsteller und Politiker                                                                          | 53    |       |
| 5. Oktober  | Józef Oleszkiewicz                  | polnischer Maler des Klassizismus                                                                                 |       |       |
| 5. Oktober  | Luigia Polzelli                     | italienische Sängerin (Mezzosopran)                                                                               |       |       |
| 5. Oktober  | Peter Iwanowitsch Severin           | russischer Generalmajor, Zivilgouverneur und Senator                                                              |       |       |
| 5. Oktober  | Johann Christoph Vogeley            | deutscher Tuchmacher, Raschmacher, Bürgermeister und Abgeordneter                                                 | 71    |       |
| 6. Oktober  | Johann Valentin Francke             | deutscher Klassischer Philologe                                                                                   | 38    |       |
| 6. Oktober  | Konstantin von Twardowski           | königlich preußischer Generalmajor und zuletzt Inspekteur der immobilen Linien- und Landwehr-Kavallerie-Eskadrons |       |       |
| 8. Oktober  | Johann Gottfried Ebel               | deutscher Reiseschriftsteller                                                                                     | 66    |       |
| 10. Oktober | Giovan Battista Martinetti          | schweizerisch-italienischer Architekt des Klassizismus                                                            | 65    |       |
| 11. Oktober | Adam Xaver von Roggenbach           | Oberhofmarschall des Fürstbistums Basel                                                                           | 79    |       |
| 14. Oktober | Theodor von Baumann                 | preußischer Jurist und Beamter                                                                                    | 62    |       |
| 14. Oktober | John McLean                         | US-amerikanischer Politiker                                                                                       | 39    |       |
| 15. Oktober | Alexander Beatson                   | britischer General und Landwirt                                                                                   | 70    |       |
| 17. Oktober | Hans Hagerup Falbe                  | norwegischer Komponist und Politiker                                                                              | 58    |       |
| 17. Oktober | Jakob Friedrich Hoffmann            | polnischer Arzt, Apotheker und Botaniker                                                                          | 72    |       |
| 17. Oktober | Friedrich Mosbrugger                | deutscher Porträt- und Genremaler des Realismus                                                                   | 26    |       |
| 18. Oktober | Gottfried Jacob Jänisch             | deutscher Mediziner und Arzt                                                                                      | 79    |       |
| 18. Oktober | Jenneval                            | französischer Lyriker                                                                                             | 27    |       |
| 20. Oktober | Benedikt Werner                     | deutscher Benediktiner und Abt des Benediktinerklosters Weltenburg in Niederbayern                                | 81    |       |
| 26. Oktober | Karl Ferdinand Friedrich von Lützow | preußischer Generalmajor, Kreisbrigadier der Gendarmerie in Pommern                                               | 80    |       |
| 26. Oktober | Beda Plank                          | österreichischer katholischer Geistlicher, Dramatiker und Regens chori                                            | 89    |       |
| 27. Oktober | August von Goethe                   | Sohn von Johann Wolfgang von Goethe                                                                               | 40    |       |
| 27. Oktober | Gotthelf Wilhelm Christoph Starke   | deutscher evangelischer Theologe und Pädagoge                                                                     | 67    |       |
| 28. Oktober | Andreas Clemens Biber               | deutscher Klavierbauer                                                                                            | 74    |       |
| 31. Oktober | Petar I. Petrović-Njegoš            | montenegrinischer Fürstbischof und serbisch-orthodoxer Metropolit                                                 |       |       |
| Oktober     | Patrick Logan                       | britischer Kommandant einer Strafkolonie in Australien                                                            |       |       |

## November
| Tag          | Name                                                    | Beruf, bekannt als                                                                                  | Alter | Beleg |
| ------------ | ------------------------------------------------------- | --------------------------------------------------------------------------------------------------- | ----- | ----- |
| 1. November  | Franz Xaver Hilz                                        | bayerischer Unternehmer und Politiker                                                               | 70    |       |
| 1. November  | Samuel Schindler                                        | Schweizer Textilfabrikant                                                                           | 67    |       |
| 2. November  | Gustav Christoph Sarpe                                  | deutscher klassischer Philologe                                                                     | 51    |       |
| 7. November  | Joseph Barbanègre                                       | Brigade-General                                                                                     | 58    |       |
| 7. November  | Heinrich von Blumenthal (Bürgermeister)                 | deutscher Politiker, Oberbürgermeister von Magdeburg                                                | 65    |       |
| 8. November  | Franz I.                                                | König von Sizilien und Neapel                                                                       | 53    |       |
| 8. November  | Georg Ludwig Pilar von Pilchau                          | deutsch-baltischer Offizier, zuletzt kaiserlich-russischer Generalmajor                             | 63    |       |
| 8. November  | Sylvester Feodossijewitsch Schtschedrin                 | russischer Maler, der in Italien wirkte                                                             | 39    |       |
| 9. November  | Jan Śniadecki                                           | polnischer Mathematiker und Astronom                                                                | 74    |       |
| 11. November | Adam Joseph Maria Valentin Donat Heußlein von Eußenheim | Domkapitular zu Würzburg                                                                            | 75    |       |
| 15. November | Dominique You                                           | französischer Freibeuter                                                                            |       |       |
| 17. November | David Rogerson Williams                                 | US-amerikanischer Politiker                                                                         | 54    |       |
| 18. November | Franco Andrea Bonelli                                   | italienischer Zoologe, Ornithologe und Sammler                                                      | 46    |       |
| 18. November | Johann Christian Hasse                                  | deutscher Rechtsgelehrter                                                                           | 51    |       |
| 18. November | Moses Marcus Warburg                                    | deutscher Bankier                                                                                   |       |       |
| 18. November | Adam Weishaupt                                          | deutscher Autor, Hochschullehrer und Philosoph, Gründer des Illuminatenordens                       | 82    |       |
| 20. November | Gustav von Ewers                                        | deutscher Historiker, Staatslehrer, Hochschullehrer sowie Rektor der Universität Dorpat (1818–1830) | 51    |       |
| 21. November | Károly Kisfaludy                                        | ungarischer Dramatiker und Maler                                                                    | 42    |       |
| 21. November | Carl Wilhelm Otto August von Schindel                   | deutscher Gutsherr, Bibliograf und Lexikograf                                                       | 54    |       |
| 21. November | Clement Storer                                          | US-amerikanischer Politiker                                                                         | 70    |       |
| 22. November | Johann Peter von Leonhardi                              | Frankfurter Kaufmann, Gutsbesitzer und Politiker                                                    | 82    |       |
| 24. November | Bungaree                                                | Führer der Aborigines                                                                               |       |       |
| 25. November | Pierre Rode                                             | französischer Violinist und Komponist                                                               | 56    |       |
|              |                                                         | |       |       |
| 28. November | John Davenport                                          | US-amerikanischer Politiker                                                                         | 78    |       |
| 29. November | Charles-Simon Catel                                     | französischer Komponist und Musikpädagoge                                                           | 57    |       |
| 29. November | Hans Moritz Hauke                                       | polnischer General; Stellvertretender Kriegsminister von Kongress-Polen                             | 55    |       |
| 30. November | Johann Tobias Mayer                                     | deutscher Physiker und Mathematiker                                                                 | 78    |       |
| 30. November | Pius VIII.                                              | italienischer Geistlicher, Papst (1829–1830)                                                        | 69    |       |

## Dezember
| Tag          | Name                                             | Beruf, bekannt als                                            | Alter | Beleg |
| ------------ | ------------------------------------------------ | ------------------------------------------------------------- | ----- | ----- |
| 3. Dezember  | Joseph Gersbach                                  | deutscher Komponist und Musikpädagoge                         | 42    |       |
| 3. Dezember  | Daniel Sheffey                                   | US-amerikanischer Politiker                                   |       |       |
| 4. Dezember  | William Branch Giles                             | US-amerikanischer Politiker                                   | 68    |       |
| 4. Dezember  | Jacques-Philippe Le Sueur                        | französischer Bildhauer des Klassizismus                      | 73    |       |
| 5. Dezember  | Martin von Muralt                                | Schweizer Bildhauer                                           | 57    |       |
| 6. Dezember  | Pietro Gravina                                   | italienischer Geistlicher, Kardinal der Römischen Kirche      | 80    |       |
| 7. Dezember  | Gerhard Christian Garlichs                       | deutscher Kunstsammler und Mäzen                              | 52    |       |
| 8. Dezember  | Benjamin Constant                                | französisch-schweizerischer Schriftsteller                    | 63    |       |
| 9. Dezember  | Stephen R. Bradley                               | US-amerikanischer Politiker                                   | 76    |       |
| 9. Dezember  | Georg Friedrich Kaulfuß                          | deutscher Botaniker                                           | 44    |       |
| 9. Dezember  | Heinrich Christian Friedrich Schumacher          | deutscher Botaniker                                           | 73    |       |
| 12. Dezember | Johann Robby                                     | Schweizer Konditor                                            |       |       |
| 14. Dezember | Friedrich Gabriel Sulzer                         | deutscher Arzt und Naturforscher (Zoologe, Mineraloge)        | 81    |       |
| 15. Dezember | Karl August Ferdinand von Borcke                 | preußischer General                                           | 54    |       |
| 15. Dezember | Moritz Kellerhoven                               | deutscher Maler                                               |       |       |
| 17. Dezember | Simón Bolívar                                    | Unabhängigkeitskämpfer                                        | 47    |       |
| 19. Dezember | Alexandre-Ferdinand-Léonce Lapostolle            | französischer Chemiker                                        | 80    |       |
| 23. Dezember | Wolfgang Schlichtinger                           | österreichischer katholischer Geistlicher                     | 85    |       |
| 26. Dezember | Heinrich August Typke                            | deutscher evangelischer Theologe                              | 86    |       |
| 28. Dezember | Therese Krones                                   | österreichische Schauspielerin                                | 29    |       |
| 28. Dezember | Christoph Friedrich von Schmidlin                | Beamter und Innenminister des Königreichs Württemberg         | 50    |       |
| 29. Dezember | Heinrich von Danckelmann                         | preußischer Justizminister                                    | 62    |       |
| 29. Dezember | Heinrich Hüttenbrenner                           | österreichischer Rechtswissenschaftler und Lyriker            | 31    |       |
| 31. Dezember | Johann Joachim Brunschweiler                     | Unternehmer, Teilnehmer der Thurgauischen Befreiungsbewegung  | 71    |       |
| 31. Dezember | Félicité de Genlis                               | französische Hofdame und Schriftstellerin                     | 84    |       |
| Dezember     | Karl Friedrich Wilhelm Wasmuth von Wintzingerode | deutscher Forstbeamter                                        | 58    |       |
| Dezember     | Edmund von Weber                                 | deutscher Komponist, Schauspieler, Sänger und Theaterdirektor | 64    |       |

## Datum unbekannt
| Tag | Name                                 | Beruf, bekannt als                                                              | Alter | Beleg |
| --- | ------------------------------------ | ------------------------------------------------------------------------------- | ----- | ----- |
|     | Joseph Aaron                         | deutscher Medailleur und Stempelschneider                                       |       |       |
|     | Dudley Adams                         | englischer Instrumentenhersteller                                               |       |       |
|     | Nikolai Iwanowitsch Argunow          | russischer Maler, Porträtist und Miniaturmaler                                  |       |       |
|     | François Henri Stanilas de l’Aulnaye | französischer Freimaurer und Schriftsteller                                     | ≈91   |       |
|     | Atçalı Kel Mehmet Efe                | Zeybek                                                                          |       |       |
|     | Juan Argüello del Castillo y Guzmán  | Staatschef von Nicaragua                                                        |       |       |
|     | Jean-François Durat                  | französischer Graf und Offizier                                                 |       |       |
|     | Karl Matthias Ernst                  | deutscher Maler und Grafiker                                                    |       |       |
|     | Johann Joseph von Hann               | königlich-sächsischer General der Reiterei                                      |       |       |
|     | Hendrick Aupaumut                    | Indianer, Sachem der Stockbridge                                                |       |       |
|     | Joaquín de la Pezuela                | Vizekönig von Peru                                                              |       |       |
|     | Joseph Klotz                         | deutscher Bühnenbildner                                                         |       |       |
|     | Johann Georg Raber                   | deutscher Maler und Kupferstecher                                               |       |       |
|     | Georg Ludwig Peter Sievers           | deutscher Musikschriftsteller                                                   |       |       |
|     | Johann Georg Steiner                 | deutscher Maler, Liederdichter und (Volks-)Liedersammler in Sonneberg/Thüringen |       |       |
|     | Pavel Đurković                       | serbischer Maler                                                                |       |       |